# آمادو (آریزونا)
امادو، اریزونا (به انگلیسی: Amado, Arizona) یک منطقهٔ مسکونی در ایالات متحده آمریکا است که در آریزونا واقع شده‌است.

## خصوصیات
امادو ۱۳٫۶۶ کیلومترمربع مساحت و ۲۹۵ نفر جمعیت دارد و ۹۴۴ متر بالاتر از سطح دریا واقع شده‌است.